# アポロ・ソユーズテスト計画
アポロ・ソユーズテスト計画（アポロ・ソユーズテストけいかく、英語: Apollo-Soyuz test project、ロシア語: Экспериментальный полёт «Союз» — «Аполлон» エクスペリメンタリヌィ・パリョート・サユース-アパロン）とは、アメリカ合衆国とソビエト連邦（当時）の宇宙船が共同飛行した最初の宇宙計画である。1972年5月に調印され、1975年7月に行われた。アメリカにとっては、これがアポロ宇宙船を使用した最後のフライトであり、1981年4月にスペースシャトル1号機が発射されるまで、有人宇宙飛行は行われなかった。二つの超大国が共同して一つのプロジェクトを実行するASTPはデタント（緊張緩和）の象徴であり、熾烈をきわめた宇宙開発競争の終わりを告げるものであった。

## 計画の背景
この計画は1972年5月に調印された。宇宙空間平和利用のための協力に関する米ソ覚書に基づいて計画されたという背景があり、主目的は、将来の米ソ宇宙船のドッキングシステムを研究することにあった。

## 計画の経過
1975年7月15日に、2人乗りのソ連のソユーズ宇宙船19号が打ち上げられ、その7時間半後に3人の飛行士を乗せたアメリカのアポロ宇宙船18号が打ち上げられた。両宇宙船は、7月17日に地球を周回する軌道上でドッキングした。二つの宇宙船は44時間にわたってドッキングし、その間、両船の表敬訪問や旗の交換、食事会、宣言書への署名などのセレモニーが行われた。
当初の計画では、宇宙での米ソの宇宙飛行士による最初の握手は、英国西海岸のボグナー・レギス上空で行われる予定だったが、スケジュールの遅延により実際にはフランスのメス上空で行われた。アメリカ側の搭乗員のスタッフォードは、強いオクラホマ訛りでロシア語を話したため、ソ連側のレオノフ船長は、「この船では三つの言語が使用されている。ロシア語と、英語と、もう一つはオクラホマスキーだ」などとジョークを飛ばした。
ドッキングを切り離した後は、ソユーズが「地球」アポロが「月」になり、アポロの船体で太陽を隠す人工日食の実験が行われ、太陽のコロナが撮影された。共同作業は7月19日にすべて終了し、ソユーズ宇宙船19号は7月21日、アポロ宇宙船18号は7月24日に地球へ帰還した。
計画を通じて唯一の失敗は、帰還の準備の際にアメリカ側の乗組員が操作を誤り、有毒ガスが船内に充満してしまったことであった。ブランド飛行士が意識を失い、スレイトン飛行士が吐き気を訴えた。治療のため、三人の飛行士は帰還後ハワイのホノルルの病院に二週間入院した。
当時は米ソの一時的な緊張緩和（デタント）の時期を迎えており、莫大な費用がかかる宇宙開発は今後国際共同開発で行うべきだとの世論もあり、米ソ両国の利害が一致した。一方でアポロ13号船長のジム・ラヴェルや航空評論家の佐貫亦男のように、「米ソの緊張緩和には役立ったかもしれないが、技術的にはほとんど意味が無い」という評価もある。しかし、このとき米ソ両国の宇宙船をドッキングするために開発された様々な技術は、後にスペースシャトルがミールにドッキングしたり（シャトル・ミール計画）、後のISSを建造するなどのミッションにおいて活かされることになった。

## 特筆事項
- ドナルド・スレイトンは、1959年4月9日、アメリカの最初の有人宇宙飛行計画であるマーキュリー計画で選ばれた7人の宇宙飛行士(マーキュリー・セブン)の中の一人だが、心臓に欠陥が見つかったために宇宙に行くことはできなかった。その後はNASAの飛行士育成部門の責任者になり、新人飛行士の訓練にたずさわってきたが、長いブランクの末に病気を克服し、今回自分自身を搭乗員に選んだ。この時点で、彼は最年長宇宙飛行士の記録と、選抜されてから実際に搭乗するまでの期間が最も長かった飛行士の二つの記録を樹立した。
- ソ連側の船長アレクセイ・レオノフは、1965年のボスホート2号で、史上初の船外活動（宇宙遊泳）を行った人物である。
- アポロ宇宙船にとってはこれが最後のフライトであり、司令船はロサンゼルスのカリフォルニア科学センターに展示されている。スミソニアン協会は、ワシントンD.C.のスミソニアン博物館に、ソユーズの本体とアポロ宇宙船のモックアップを展示している。
- これ以降、アポロ計画で数々のサターンロケットを発射してきたケネディ宇宙センターの39A発射台は閉鎖され、これ以降のスペースシャトルの発射用に39B発射台が使用されるようになった。
- アポロ誘導コンピュータに問題が発生した場合のバックアップとして、携帯可能なプログラム可能電卓であるHP-65が機内に持ち込まれた。

## 搭乗員

### アポロ側
- 船長：トーマス・スタッフォード(4)
- 司令船操縦士：ヴァンス・ブランド(1)
- ドッキング装置操縦士：ドナルド・『ディーク』・スレイトン(1)

※（ ）内は今回を含めての宇宙飛行回数

### ソユーズ側
- 船長：アレクセイ・レオーノフ(2)
- 操縦士：ワレリー・クバソフ(2)

※（ ）内は今回を含めての宇宙飛行回数

### 主要数値
【重量】
- アポロ：14,768kg
- ソユーズ：6,790kg

【最低軌道高度】
- アポロ：152km
- ソユーズ：186km

【最高軌道高度】
- アポロ：166km
- ソユーズ：220km

【軌道角度】
- アポロ：51.7°
- ソユーズ：51.8°

【ドッキング】
- 第一回：1975年7月17日 16:19:09
- 第二回：1975年7月19日 15:26:12
- 総ドッキング時間：1日と23時間07分03秒